# Fligorn

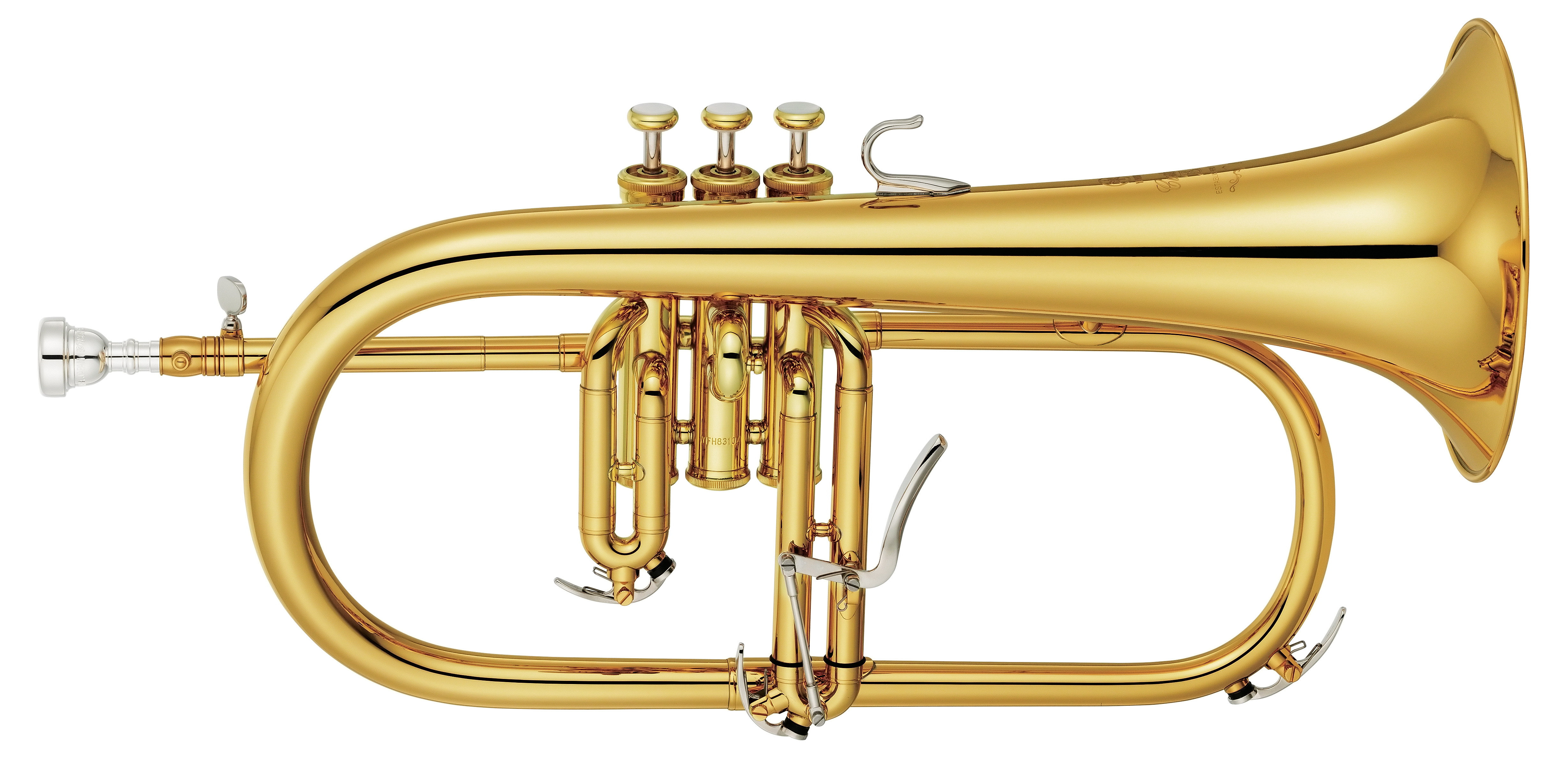
Fligorn

Fligornul este un instrument muzical de suflat asemănător trompetei. Acesta este format din corpul instrumentului care este puțin mai mare decât o trompetă, tubulatura de acordaj și pistoane. Tehnica și digitația fligornului este aceeași ca la trompetă.